# Enrique Martinez Celaya
Enrique Martínez Celaya (né le 9 juin 1964) est un artiste contemporain, il mène une réflexion sur la peinture, la sculpture, la photographie, la poésie et la prose, présentés dans des contextes qu'il désigne comme cycle ou environnement. Son travail artistique examine les complexités et les mystères de l'expérience individuelle, en particulier dans son rapport à la nature et au temps, et explore la question de l'authenticité au sein des relations humaines et des tensions entre impératifs personnel, conditions sociales et circonstances universelles. Ces recherches sont souvent le résultat de projets complets qui adresse la notion de mémoire, familiarité, attachement, amour, mort et nostalgie. 
Bien que sa pensée soit influencée par la littérature et la philosophie, son travail concerne plus l'expérience subjective et les responsabilités concrètes de la vie quotidienne plutôt que l'évolution des pratiques culturelles et de la théorie critique. Son travail a fait l'objet de plusieurs publications monographiques, y compris Enrique Martínez Celaya, 1992-2000 (Wienand, Verlag: Cologne, 2001), Enrique Martínez Celaya: Méthodes de Travail (Ediciones Polígrafa: Barcelone, 2013) et Martínez Celaya: Travaux et Documents 1990-2015 (Radius Books: Santa Fe, 2016).

## Enfance et formation
Martínez Celaya est né le 9 juin 1964, à Palos, Nueva Paz, à Cuba. Sa famille déménage en 1972 à Madrid, Espagne. Il apprend le dessin à l'âge de huit ans. « En Espagne, je suis devenu familier avec le sentiment d'appartenir nulle part. C'était un sentiment que je ne connaissais pas. » En 1975, sa famille déménage à nouveau, cette fois à Puerto Rico. À l'âge de 11 ans Il devient l'apprenti de Bart Mayol « Voir son [Mayol] amour pour le travail a été la plus grande leçon que j'ai appris durant mon temps avec lui. » Dans une interview réalisée en 2012 avec le scientifique Leo A. Harrington et la romancière Marie Rakow, Martínez Celaya observe, « Gamin, j'ai peint et dessiné pour donner un sens à la vie, et je ne suis jamais sorti de cette approche. » 
Martínez Celaya déménage en 1982, pour étudier la Physique appliquée et le Génie électrique à l'Université Cornell (État de New York). Il est diplômé Magna cum laude avec un B.Sc.Soc.. en 1986. Plus tard, il fréquente l'Université de Californie à Berkeley, où il s'inscrit dans le programme de doctorat de mécanique quantique (électronique). Il a travaillé au Laboratoire national de Brookhaven, breveté quatre inventions sur le Laser et a obtenu son M. Sc. à Berkeley (Californie) en 1989. Il quitte l'université avant d'obtenir son doctorat pour poursuivre une carrière artistique.
Martínez Celaya s'inscrit à l'Université de Californie à Santa Barbara et obtient un Master of Fine Arts (MFA) en 1994 avec les plus grands honneurs. Après l'obtention de son diplôme, il étudie à l'École de Peinture et de Sculpture à Skowhegan dans le Maine.

## Carrière artistique

### Expositions et œuvres sélectionnées
En 2014 dans entretien avec Saul Ostrow, Martínez Celaya observe « Il est possible que ce qui lie mon travail n'est pas un regard ou même un ensemble de connaissances, mais plutôt l'insistance que celui-ci doit faire la lumière sur les choix auxquelles je procède. En ce sens, la préoccupation centrale de mon travail est la même que celle qui animait mes premiers dessins d'enfant: qu'est-ce que la vie et comment lui donner sens ? »
Martínez Celaya utilise un ensemble d'images familières et accessibles tel : un enfant, une licorne, des oiseaux, des cerfs, un chien, un lever de soleil ou un paysage avec l'idée d'atteindre un niveau d'expérience plus profond qui se cache sous les apparences, au-delà de nos capacités intellectuelles, et qui ressemble à des moments de l'enfance, à l'étonnement et l'émerveillement face à la beauté du monde. Son travail s'inspire de la prose de Jorge Luis Borges, Herman Melville et Lev Tolstoï; la poésie de Paul Celan, Osip Mandelstam, Harry Martinson, et José Saramago; la philosophie de Schopenhauer, Martin Heidegger, Hegel, et Ludwig Wittgenstein; les peintures de Velasquez, Caspar David Friedrich, et Ferdinand Hodler; Kurt Schwitters Merzbau; la pratique sociale de Joseph Beuys et de Paulo Freire; les films d'Andreï Tarkovski; et la musique de Bach. Au sujet de son intérêt pour la littérature, Martínez Celaya indique « La lecture est une source primaire pour mon travail. J'étudie la philosophie et la littérature et c'est l'univers dans lequel je situe mon travail, même si je suis un artiste plasticien. Souvent, quand les artistes parlent des écrivains, ils parlent d'eux comme source de contenu. Je les lis pour leur attitude morale face au monde. »
Enrique Martínez Celaya est représenté en Europe par la Galerie Joan Prats (Barcelone), en Italie par Louise Alexander Gallery (Porto Cervo), au Royaume-Uni par Parafin (Londres), en Suède par Galleri Andersson/Sandström (Stockholm) et aux États-Unis par Jack Shainman (New York).
- Empires Sea & Empires Land, Jack Shainman Gallery, New York (2015): Cette exposition en deux parties a été présentée simultanément dans les deux espaces de la galerie, composée de peintures, de sculptures et de dessins qui explorent la complexité émotionnelle du désir, de l'inspiration, du mécontentement et de l'espoir qui mène à la prise de décision et inspire nos actions. Martínez Celaya observe que « les Empires sont faits de rêves et qu'il y a une forte probabilité qu'au final ils ne soient rien d'autres que la réflexion de nos vanités. La tendance, cependant, est de reporter cette observation. Les Empires sont toujours de demain. » [5]
- The Pearl, SITE Santa Fe (en), Santa Fe, Nouveau-Mexique (2013): L'exposition, a été présentée dans un espace immersif de 1 500 mètres carrés, comprenant peintures, sculptures, vidéos, photographies, une installation avec un système d'irrigation, son, écriture, ainsi que le premier arrangement musical de l'artiste. Citant à la fois des éléments liés au familier comme ceux relevants de l'épique, liés aux petits aspects de nos histoires individuelles comme ceux attenant au plus grand arc du temps, l'environnement ainsi créé révèle des souvenirs semblant avoir été laissé derrière nous et au travers cette recherche intime, révèle les secrets inhérents à tout, et en particulier au familier.
- The Crossing, Cathédrale Saint-Jean le Théologien de New York, New York (2010): Cette série de quatre peintures monumentales, réalisées spécifiquement pour et en réponse à la nef de la cathédrale, testent le potentiel métaphysique et éthique de l'art dans un contexte dans lequel les visiteurs sont en quête d'orientation, de force spirituelle, de paix, ou d'espoir.

### Récompenses
Martínez Celaya a reçu une bourse universitaire du Laboratoire National de Brookhaven (1986-1988) et est boursier en Sciences Humaines et a reçu une bourse d'excellence de l'Université de Californie (1992-94). Il a reçu la récompense "Art Here and Now Award" du Los Angeles County Museum of Art (1998), la bourse Hirsch (2002), le prix Rosa Blanca de la Communauté Cubaine (2002), la bourse de la California Community Foundation et le prix de la Getty Foundation (2004). Il a été honoré avec l'inauguration d'une résidence d'artiste par le Colorado Contemporary Arts Collaborative au Musée de l'Université du Colorado, parrainé par Kent et Vicki Logan (2004). Il a également reçu la récompense nationale du Anderson Ranch Arts Center (2007). Les récompenses récentes incluent : Knight Foundation Grant (2013), et il a été nommé Montgomery Fellow, au Collège de Dartmouth (2014), ainsi que le Cecil and Ida Green Honors Chair, Texas Christian University (2014).

## Whale and Star Press
Dans le prolongement de son engagement en faveur de la littérature, de l'éducation et de la formation des artistes, Martínez Celaya a fondé Whale and Star Press en 1998. Maison d'édition spécialisée dans l'art et sa relation à d'autres domaines de création intellectuelle, en particulier la littérature, la philosophie et la théorie critique. L'University of Nebraska Press sert de distributeur principal pour Whale and Star Press. Parmi ses titres les plus importants Whale and Star Press a publié : Joseph Beuys: Multiples and Other Forms of Politics (2001); Selections from Charles Baudelaire's Les Fleurs du Mal (2001); Martínez Celaya: Early Work (2007); XX: Cowboy Junkies (2007); Modernist Archaist: Selected Poems of Osip Mandelstam (2008);  The Blog: Bad Time for Poetry (2010); et Joy Goswami: Selected Poems (2014).
Martínez Celaya a également créé un ensemble d'aquarelles pour un livre d'enfants, The Return of the Storks (Le Retour des Cigognes), écrit par Lorie Karnath et publié par Akira Ikeda Gallery à Berlin.